# Cnaphalocrocis hexagona
Cnaphalocrocis hexagona is een vlinder uit de familie van de grasmotten (Crambidae), uit de onderfamilie van de Spilomelinae. De wetenschappelijke naam van deze soort is voor het eerst voorgesteld als Marasmia hexagona door Oswald Bertram Lower in een publicatie uit 1903.
De soort komt voor in Australië (Queensland).